# Durraniden

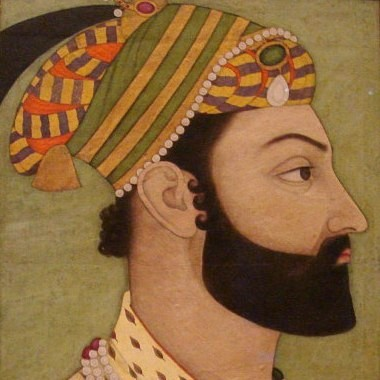
Ahmad Shah Durrani, de eerste Shah

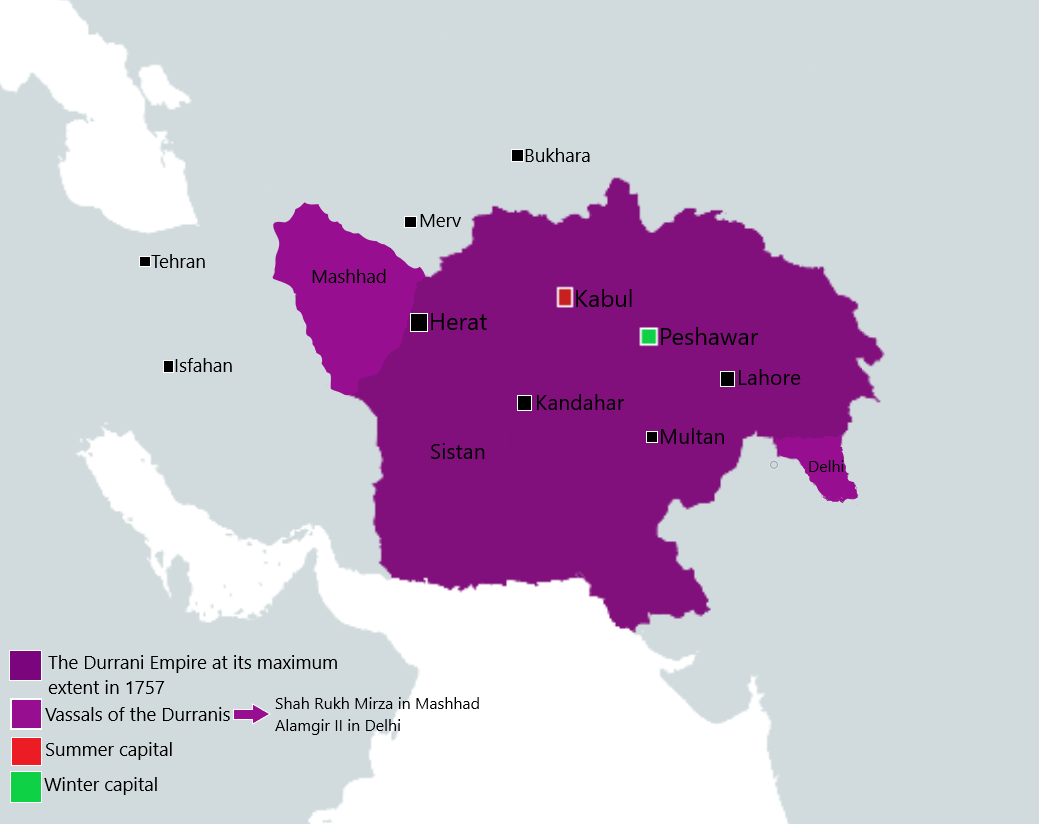
Durrani-rijk

De Durraniden (Pasjtoe: د درانیانو واکمني) waren een Afghaanse dynastie die van 1747 tot 1823 over delen van Afghanistan, Tadzjikistan, Oezbekistan, Turkmenistan, Perzië en Brits-Indië regeerde. 

## Durrani-heersers
| Titel  | Naam                | Afbeelding | Begin van regeerperiode | Eind van regeerperiode |
| ------ | ------------------- | ---------- | ----------------------- | ---------------------- |
| Keizer | Ahmed Shah Durrani  |            | juli 1747               | 16 oktober 1772        |
| Keizer | Timur Shah Durrani  |            | 16 oktober 1772         | 18 mei 1793            |
| Keizer | Zaman Shah Durrani  |            | 18 mei 1793             | 25 juli 1801           |
| Koning | Mahmud Shah Durrani |            | 25 juli 1801            | 13 juli 1803           |
| Koning | Shuja Shah Durrani  |            | 13 juli 1803            | 3 mei 1809             |
| Koning | Mahmud Shah Durrani |            | 3 mei 1809              | 1818                   |
| Koning | Ali Shah Durrani    |            | 1818                    | 1819                   |
| Koning | Ayub Shah Durrani   |            | 1819                    | 1823                   |
| Emir   | Shuja Shah Durrani  |            | 8 mei 1839              | 5 april 1842           |